# High School in Seoul - La scuola dei ricchi
High School in Seoul - La scuola dei ricchi (금수저?, GeumsujeoLR; lett. "Cucchiaio d'oro") è una serie televisiva sudcoreana trasmessa su MBC TV dal 23 settembre al 12 novembre 2022, tratta dall'omonimo webtoon del 2016 di HD3. In lingua italiana è disponibile su Disney+.

## Trama
Lee Seung-cheon, un ragazzo nato in una famiglia povera, ottiene il destino di un amico nato in una famiglia benestante grazie allo scambio di un cucchiaio d'oro.

## Personaggi e interpreti
- Lee Seung-cheon, interpretato da Yook Sung-jae
- Na Joo-hee, interpretata da Jung Chae-yeon
- Oh Yeo-jin, interpretata da Yeonwoo
- Hwang Tae-yong, interpretato da Lee Jong-won